# Берчето
Берчето (італ. Berceto) — муніципалітет в Італії, у регіоні Емілія-Романья,  провінція Парма.
Берчето розташоване на відстані близько 360 км на північний захід від Рима, 110 км на захід від Болоньї, 45 км на південний захід від Парми.
Населення — 2105 осіб (2014).

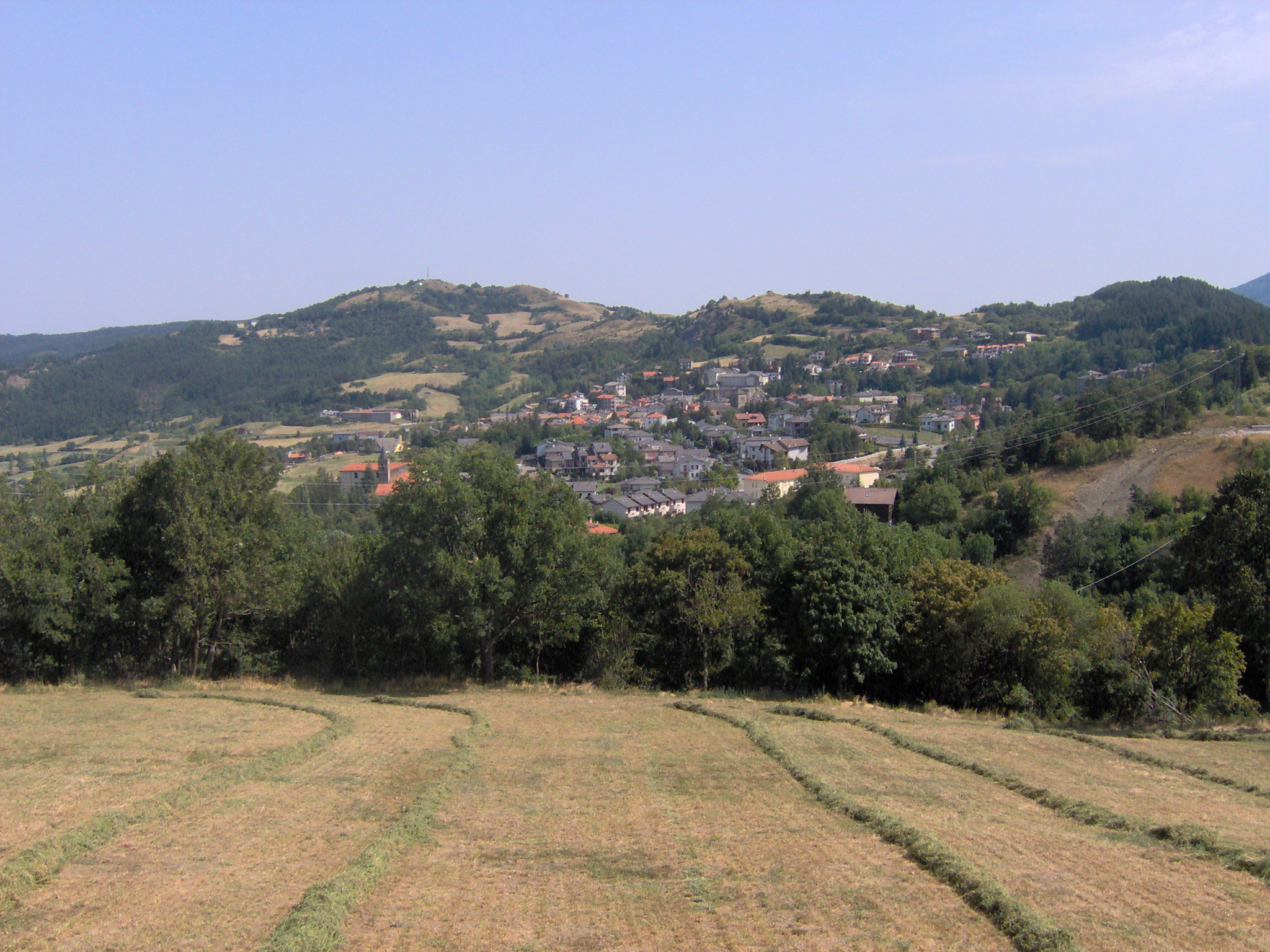

Щорічний фестиваль відбувається 22 жовтня. Покровитель — San Moderanno.

## Демографія
Населення за роками:

Станом на 1 січня 2023 року в муніципалітеті офіційно проживало 220 іноземців з 37 країн, серед них 78 громадян країн Євросоюзу та 7 громадян України.

## Сусідні муніципалітети
- Борго-Валь-ді-Таро
- Калестано
- Корнільйо
- Понтремолі
- Соліньяно
- Теренцо
- Вальмоццола